# Esther Brand
Esther Cornelia Brand de domo van Heerden (ur. 29 września 1922 w Springbok, zm. 20 czerwca 2015 w Bloemfontein) – południowoafrykańska lekkoatletka, skoczkini wzwyż, medalistka olimpijska.
Startowała na Letnich Igrzyskach Olimpijskich 1952 w Helsinkach, w konkurencji skoku wzwyż, zdobywając złoty medal. W rzucie dyskiem zajęła 20. miejsce. 
Rekordzistka kraju w różnych konkurencjach. 29 marca 1941 roku na zawodach w Stellenbosch wyrównała rekord świata w skoku wzwyż, pokonując wysokość 1,66 m. Zmarła w wieku 92 lat w wyniku upadku i złamania biodra.

## Rekordy życiowe
- Skok wzwyż – 1,67 (1952)
- Rzut dyskiem – 40,30 (1952)[1]